# NK Bok
NK Bok je hrv. bosanskohercegovački nogometni klub iz Boka kod Orašja.
Trenutačno se natječe u 1. županijskoj ligi PŽ.

## Povijest kluba
Sjećanja najstarijih stanovnika Boka kažu da se nogomet igrao tridesetih godina na Stjepanovića Plotu. Sa susjednim selima igrali su prve prijateljske utakmice. Inicijatori i utemeljitelji kluba bili su Joso Filipović – Joža i Marijan Džijan – Bena. Prvi predsjednik kluba bio je Anto Matolić – Lujić. Igrači su prvu kompletnu opremu zaradili radom na vršalici. Službeno je klub registriran 1950. pod imenom NK "1. Maj". Od osnutka utakmice se igraju na Poljicu. Nakon osnivanja klub se prvo natjecao u općinskoj ligi Orašja i već 1954. osvojio je prvo mjesto. Potom je išao u Bosanski Šamac na doigravanje sa Slogom iz Pruda. Klub iz Boka izgubio je 3:5. Iz tih vremena je neobična zanimljivost. Jednu su utakmicu, protiv NK Proletera iz Oštre Luke igrali tri dana. Nakon neriješene utakmice u regularnom dijelu, Bočani su bolje izveli jedanaesterce te slavili veliku pobjedu i tako svojim sumještanima čestitali Uskrs.
Od jeseni 1957. klub igra utakmice na novom igralištu usred sela, gdje i danas igraju utakmice. Utakmice je pohodilo i po nekoliko stotina gledatelja, a na natjecanja se putovalo konjskim zapregama. 1960-tih 1. maj igra u oraškoj općinskoj ligi. Sudjeluje i pobjeđuje na mnogim turnirima (u Boku, Matićima, Oštroj Luki, Donjoj Mahali, Vidovicama...).
Sedamdesetih godina klub počinje novi uspon. 1973. godine po drugi put osvaja općinski tron i postaje član višeg razreda te ulazi u Posavsku ligu. Klub je od tada igrao s nogometašima gradačačke, šamačke, brčanske i oraške općine. U ovom periodu u Boku su kao gosti igrali nogometni klubovi "Sloboda",[koja?] "Željezničar"[koji?] i "Dinamo" iz Vinkovaca.
U sezoni 1977./78. poslije reorganizacije NK "1. Maj" postaje član Posavsko-podmajevičke lige. Osvajanjem 11. mjesta u sezoni 1980./81. klub se preseljava u niži rang natjecanja. Već u narednoj natjecateljskoj sezoni NK "1. Maj" vraća se u Posavsko-podmajevičku ligu. U tom razdoblju se na igralištu postavlja drenaža i gradi nova suvremena svlačionica s tribinama. U tome su sudjelovali svi mještani, a osobito se istakao Ivo Krištić – Margić, koji je u to vrijeme bio predsjednik kluba.
U travnju 1986. godine klub mijenja ime u NK "27. Juli".
Sve do izbijanja Domovinskog rata Bok ostaje član spomenute lige. Ovaj se period odlikuje stabilnim rezultatima i dobrim uspjesima.
Ratna djelovanja nakratko prekidaju djelovanje kluba. Ali već u svibnju 1993. godine odigrana je prijateljska utakmica s novim imenom NK "Bok-šport" u Matićima.
Do utemeljenja lige Herceg-Bosne, igrane su prijateljske utakmice. U 29 utakmica ostvareno je 17 pobjeda, 7 neriješenih mečeva i 5 poraza.
U rujnu 1994. godine utemeljena je Prva liga Herceg-Bosne koja se igrala po županijama. Klubovi Županije Posavske su podijeljeni u dvije ravnopravne skupine s po 8 i 7 klubova. U skupini "A" u sezoni 1994./95. osvojeno je prvo mjesto i razigravano je u Tolisi s Kostrčom za titulu prvaka Županije Posavske radi sudjelovanja u završnici za prvaka Herceg-Bosne. Utakmica je završena neriješeno (0:0), a nakon bolje izvedbe jedanaesteraca Kostrč je pobijedio s 4:2.
Od sezone 1995. do danas klub se natječe u Prvoj županijskoj ligi.
Sredinom 1996. godine nogometni klub dobiva četvrto ime u svojoj bogatoj športskoj povijesti: NK "Bok". U ovom periodu momčad je stabilan član Prve županijske lige, a najveći uspjeh je osvajanje 5. mjesta u sezoni 2000./01.